# 達尼利夫齊
49°39′26″N 25°18′12″E / 49.65722°N 25.30333°E
達尼利夫齊（烏克蘭語：Данилівці），是烏克蘭的村落，位於該國西部捷爾諾波爾州，由捷尔诺波尔区負責管轄，處於沃蘇什卡河畔，始建於1589年，面積1.5平方公里，人口400。